# Haar (sương)

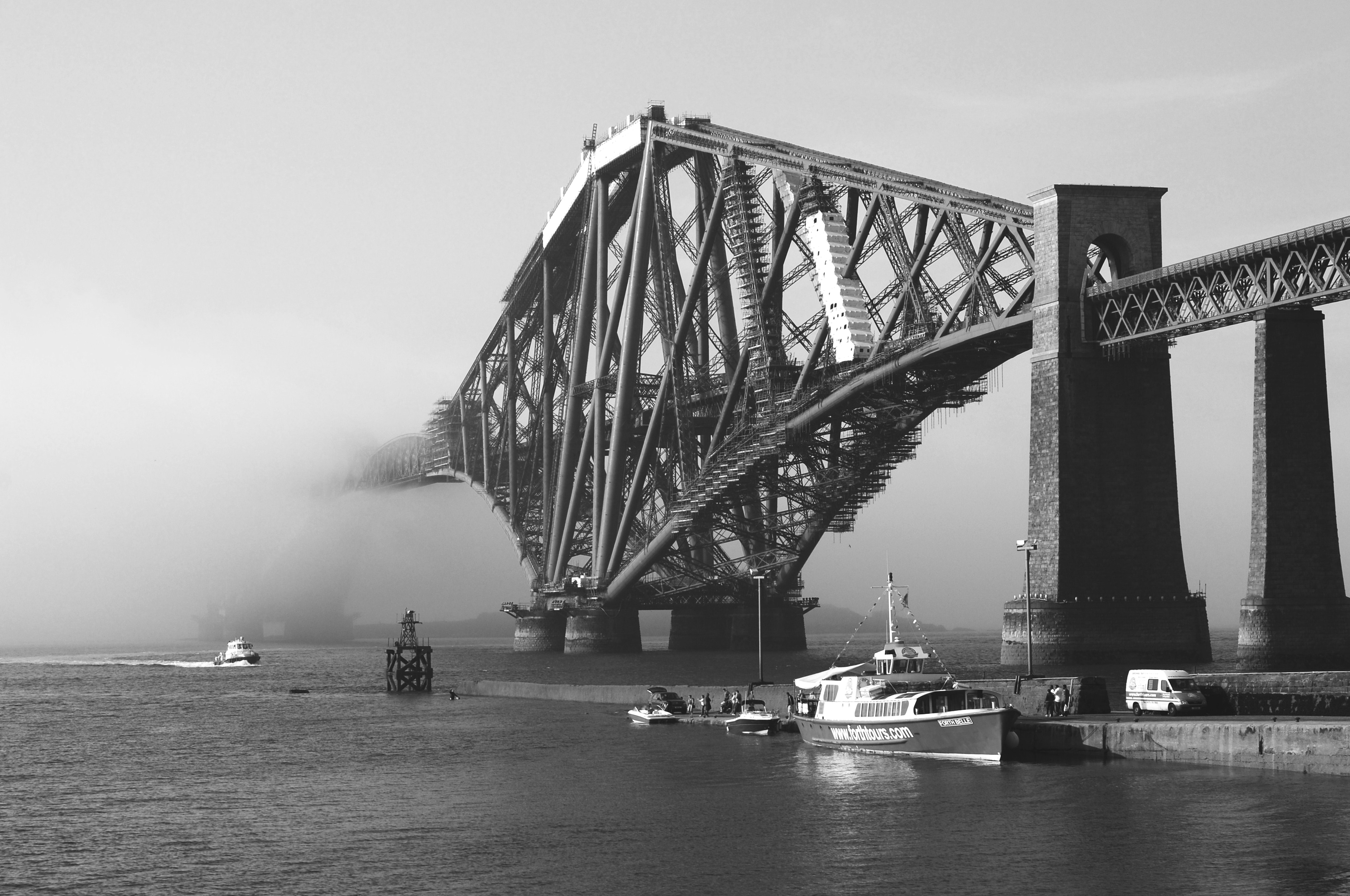
Haar tràn vào Firth of Forth, che khuất một phần của cầu Forth.

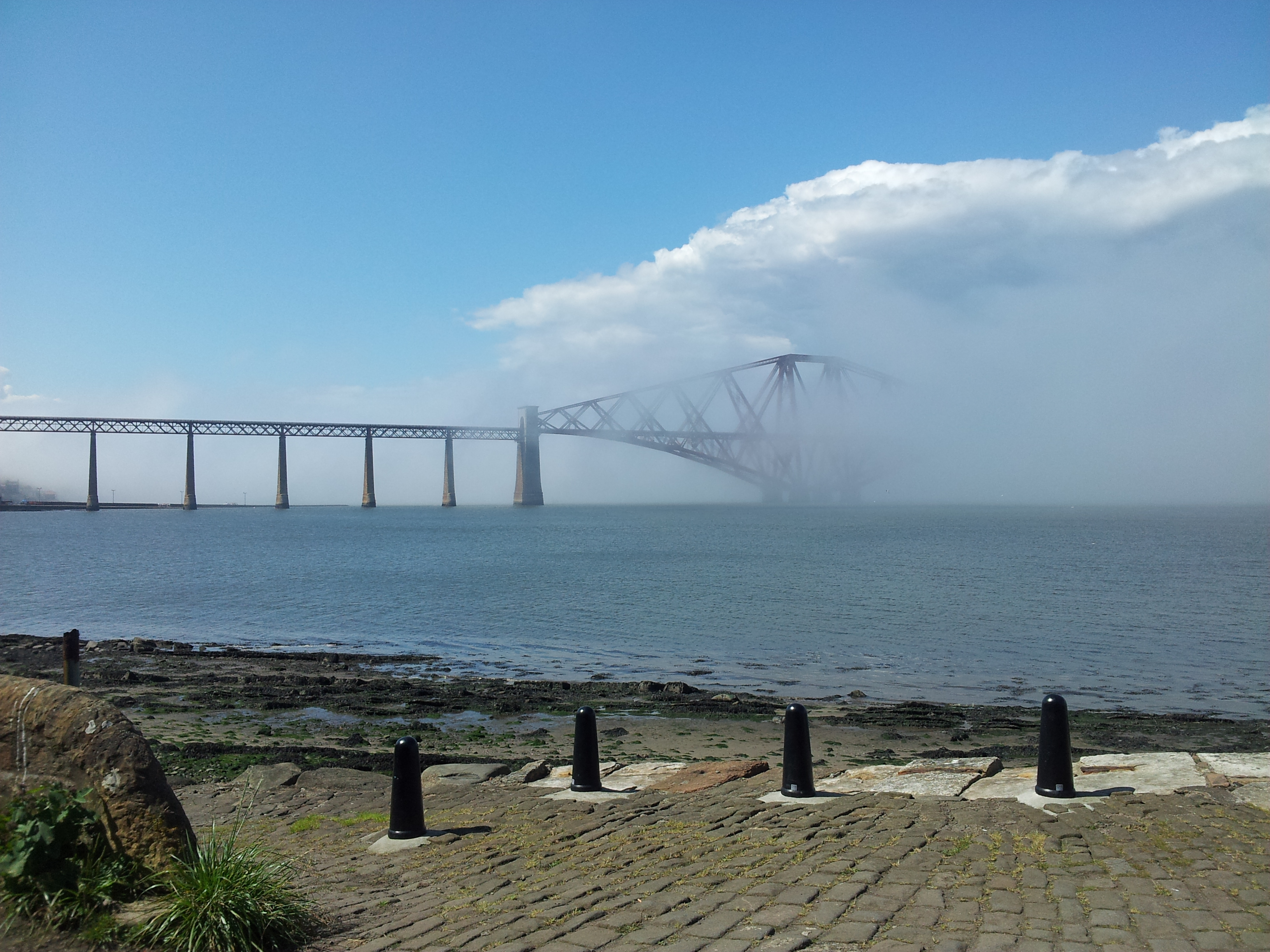

Trong khí tượng học, haar hay mài mòn biển là một loại sương mù biển lạnh. Hiện tượng này xảy ra thường xuyên nhất ở bờ biển phía đông của Anh hoặc Scotland trong khoảng từ tháng 4 đến tháng 9, khi không khí ấm đi qua Biển Bắc lạnh lẽo. Thuật ngữ này còn được gọi là har, hare, harl, harr hay hoar.

## Nguyên nhân
Haar thường được hình thành trên biển và bị gió thổi vào đất liền. Điều này thường xảy ra khi không khí ẩm ấm hơn di chuyển trên vùng Biển Bắc tương đối mát hơn khiến độ ẩm trong không khí ngưng tụ, tạo thành haar.
Gió biển và gió đông sau đó mang haar vào bờ biển phía đông của Scotland và Bắc-Đông Anh, nơi nó có thể tiếp tục đi chuyển trong vài dặm. Điều này có thể xảy ra phổ biến vào mùa hè ở Anh, khi sức nóng của đất tạo ra một làn gió biển, mang haar từ biển vào và kết quả là có thể làm giảm đáng kể nhiệt độ.

## Danh pháp
Thuật ngữ haar được sử dụng dọc theo một số vùng đất giáp với Biển Bắc, chủ yếu là miền đông Scotland  và phía đông bắc nước Anh. Các biến thể của thuật ngữ trong tiếng Scotland và tiếng Anh miền bắc bao gồm har, hare, harl, harr và hoar. Nguồn gốc của chúng có thể bắt nguồn từ hare trong tiếng Hạ Đức/Hà Lan Trung cổ  hoặc Saxon. Ở Yorkshire và Northumberland, hiện tượng này thường được gọi là mài mòn biển.